# Volley Treviso 1997-1998

## Risultati ottenuti

### In Italia
- Serie A1: vince in finale contro l'Alpitour Traco Cuneo
- Coppa Italia: perde in semifinale contro la Casa Modena Unibon

### In Europa
- Coppa CEV maschile: vincitore contro il Knack Roeselare